# Puente Tibanica

El puente Tibanica será una infraestructura que unirá los tramos de la Avenida Ciudad de Cali en las ciudades de Soacha y Bogotá en Colombia situado sobre la quebrada Tibanica, aledaño al humedal homónimo.

## Trasfondo
La existencia de este puente va ligado a la proyección de la ciudad de Bogotá hacia los municipio vecinos, en especial a Soacha con la extensión de la Avenida Ciudad de Cali en diferentes acuerdos y resoluciones distritales y planes de ordenamiento territorial tanto de la capital como del municipio cundinamarqués.
Con la declaratoria de protección al humedal Tibanica, la construcción de la ciudadela soachuna Ciudad Verde a cargo de Amarilo y otras constructoras, la pérdida de conexión de la ciclovía Alameda El Porvenir y implementación de las nuevas estaciones de TransMilenio sobre la Cali, así como los trancones de la Autopista NQS entre Bosa y Soacha, han planteado la necesidad de un nuevo puente sobre la quebrada Tibanica y brindarle a los habitantes de ese municipio una conexión no solo a la primera línea del metro sino también al Aeropuerto Internacional Eldorado, así como un respiro de tráfico para los habitantes de la localidad de Bosa.
Actualmente el único paso que dispone esta ciudadela con la localidad bogotana es el puente Ciudad Verde-Bosa San José (Carrera 38 y vía veredal de Bosatama de Soacha con Transversal 80I de Bogotá),  que si bien conecta a los citoverdinos con las rutas del SITP que salen de ese barrio de Bosa, en términos de movilidad resulta inadecuado por ser una vía local y no arteria.

## Estado actual
Con la incorporación de Soacha a la Región Metropolitana Bogotá-Cundinamarca, se está logrando finalizar los estudios y diseños de este puente a cargo de la constructora Amarilo y Fiduciaria Bogotá (entidad que está a cargo de Ciudad Verde como macroproyecto de vivienda) por 60 mil millones de pesos (financiados por Gobernación de Cundinamarca e IDU de Bogotá). En él se incorporará dos carriles dobles para vehículos particulares y dos reservados para TransMilenio para la eventual fase IV de este sistema en el municipio a partir de la estación Tibanica Primavera.  Las obras se iniciarán en algún momento de 2025.